# Кухчицкий сельсовет
Кухчицкий сельсовет — административная единица на территории Клецкого района Минской области Республики Беларусь. Административный центр — агрогородок Кухчицы.

## Географическое положение
Сельсовет расположен в западной части Клецкого района и граничит с Краснозвёздовским, Синявским, Тучанским, Щепичским сельсоветами Клецкого района, Начским и Жеребковичским сельсоветами Ляховичского района Брестской области.

## Демография
На территории сельсовета в 2011 году проживало 1592 человека (694 домохозяйства).

## История
Деревня Кухчицы известна с начала XVI века. Название происходит от слова «кухтики» — так назывались слуги замка Радзивилла, которых селили на правом берегу реки Лань (от белорусского «даць кухталя» — прогнаць).
В 1939 году был образован Лисковский сельский Совет. В сентябре 1980 года Лисковский сельсовет был объединён с Залешанским и переименован в Кухчицкий.
В 2008 году деревня Кухчицы преобразована в агрогородок.
28 июня 2013 года в состав Кухчицкого сельсовета включены населённые пункты Дунайчицы, Мостиловичи, Туча, Рудки, Третьяки упразднённого Тучанского сельсовета.

## Состав
Кухчицкий сельсовет включает 13 населённых пунктов:
- Дунайчицы — деревня.
- Ефимовичи — деревня.
- Жомойдь — деревня.
- Залешаны — деревня.
- Искры — деревня.
- Кухчицы — агрогородок[1].
- Лисково — деревня.
- Мостиловичи — деревня
- Рудки — деревня
- Русовщина — деревня.
- Соловьи — деревня.
- Третьяки — деревня.
- Туча — агрогородок.

## Производственная сфера
- Сельскохозяйственный производственный кооператив «Кухчицы». Основные виды производимой продукции: молоко, мясо, зерно, сахарная свекла и картофель.

## Социально-культурная сфера
- Две школы: Лисковская и Кухчицкая. Основаны в 1939 году. В 1966 году они были объединены и размещены в новом здании. В 2005 году к Лисковской средней школе присоединилась Залешанская базовая школа-сад. С 2006 года школа обрела статус учебно-педагогического комплекса
- Два ФАПа: Кухчицкий и Залешанский